# Alejandro de Schleswig-Holstein-Sonderburg
Alejandro de Schleswig-Holstein-Sonderburg (Sonderburg, 20 de enero de 1573 - Sonderburg, 13 de mayo de 1627) fue un duque de Schleswig-Holstein-Sonderburg de la Casa de Oldemburgo de 1622 a 1627.

## Familia
Era hijo del duque Juan II de Schleswig-Holstein-Sonderburg (1545-1622) y de su esposa, Isabel de Brunswick-Grubenhagen (1550-1586), hija del duque Ernesto III de Brunswick-Grubenhagen y de Margarita de Pomerania-Wolgast.

## Matrimonio y descendencia
En 1604, contrajo matrimonio con Dorotea de Schwarzburgo-Sondershausen (1579-1639). La pareja tuvo once hijos:
- Juan Cristián (1607-1653), duque de Schleswig-Holstein-Sonderburg.
- Alejandro Enrique (1608-1667), se casó en 1643 con Dorotea de Sonderburg (hija de Edgar de Sonderburg).
- Ernesto Gunter (1609-1689), duque de Schleswig-Holstein-Sonderburg-Augustenburg.
- Jorge Federico (1611-1676).
- Augusto Felipe (1612-1675), fundador de Schleswig-Holstein-Sonderburg-Beck, el cuarto brazo de la Casa de Oldemburgo.
- Adolfo (1613-1616).
- Ana (1615-1616).
- Guillermo (1616-1616).
- Sofía (1617-1696).
- Leonor (1619-1619).
- Felipe Luis (1620-1689), fundador de la línea Schleswig-Holstein-Sonderburg-Wiesenburg.